# TTA
TTA (ティーティーエー、The True Audio) は自由（GPL）のリアルタイム可逆圧縮オーディオエンコーダー/デコーダーである。可逆圧縮であるため音声の劣化がない。「ハードウェアサポートの容易さ」を目標に、開発が進められている。
デコード速度と再生時のハードウェア負荷でFLACに劣り、圧縮率でMonkey's Audioに劣る。エンコード速度と圧縮率のバランスに優れるが、最近の利用率では、より高レベルでデコードとエンコードの能力向上を果たしたTAKに押されつつある。
Matroskaコンテナ（.mkvや.mka）も対応している。

## TTA方式の長所
- 可逆圧縮でオーディオデータを圧縮し、3割程度のファイルサイズ縮小が可能。
- リアルタイムエンコード/デコードのアルゴリズムを採用。
- 動作環境に依存せず高速なエンコード/デコードが可能。
- 複数の異なったプラットフォーム上でのコンパイル・実行が可能。
- フリーのオープンソースであり、技術情報が文書提供されている。
- ハードウェアサポート実装。
- ID3タグ、APEタグが利用可能（FLACは独自タグ、Monkey's AudioはAPEタグしか利用できない）。
  - ただし、これはID3タグやAPEタグを付加してもフォーマットとして互換性が保たれるという意味であり、公式に提供されているエンコーダ・デコーダやライブラリではタグの読み書きはサポートされていない。また、現行のDirectShowフィルターでは表示はできないため、foobar2000のプラグインやSuperTagEditor改造版などでしか解釈できない。

## 利用例
- 音楽CDを一つのMKAファイルにまとめる
  - (tta+cue).mka
- MKA変換機というツールを使用し、ファイルチェックモードを有効にしてMUXすれば、MUX前/DEMUX後のCRC16が一致するまで変換を試み（最大6パターン）、多くの場合はサンプル欠損を回避することが可能となっている。

## TTAを利用したコンテナ形式の一例
- (TTA).tta
- (TTA).mka
- (DivX+TTA).mkv

## 脚註
1. ↑  2009 ripping/encoding general poll - Hydrogenaudio Forums